# Raymzter
Raymond Redouan Christiaan Rensen (Almere, 7 juni 1979), beter bekend als Raymzter, is een Nederlandse rapper. De nummers van Raymzter kenmerken zich door zowel autobiografische elementen als door sociaal-politieke observaties. Naast zijn MC-battles en improvisatieraps staat hij ook bekend als acteur in de film Bolletjes Blues.

## Levensloop
Raymzter werd in Nederland geboren als zoon van een Marokkaanse vader en een Nederlandse moeder. Raymzter komt uit de wijk Stedenwijk-Zuid in Almere. Raymzter begon in 1993 met hiphop, geïnspireerd door Public Enemy. De pseudoniem Raymzter werd hem door een vriend gegeven. Aanvankelijk rapte hij in de Engelse taal, later schakelde hij over op het Nederlands. Rappen deed hij met een rapgroep genaamd Onafhankelijk, maar algauw ging hij verder als soloartiest.
In 2001 won hij de Grote Prijs van Nederland in de categorie Hiphop en R&B. Zijn talent wordt ook opgemerkt door het Nationaal Pop Instituut, dat eerder dat jaar in samenwerking met Top Notch en Virgin de compilatie-cd Homegrown uitbrengt, waarop Raymzter met twee nummers te horen is. Vervolgens kreeg Raymzter een platencontract bij het label Top Notch.
Ook in het MC-battlecircuit maakte Raymzter naam en won hij in 2001 het toernooi Geen Daden Maar Woorden, na een gewonnen finale tegen Klopdokter. Op het muziekfestival Lowlands neemt Raymzter in 2002 eveneens een Essent Award in ontvangst.
In 2002 scoorde hij een hit in Nederland en Vlaanderen met zijn debuutsingle Kutmarokkanen??!. De titel is een verwijzing naar een discriminerende opmerking gemaakt door toenmalig Amsterdams wethouder Rob Oudkerk. Het nummer gaf aanleiding voor debatten en discussies in tv-programma's en maakte van Raymzter een vertegenwoordiger van de Marokkanen in Nederland in het zogenoemde 'Marokkanendebat'.
In 2003 werd zijn debuutalbum Rayalistisch op de markt uitgebracht door de labels Virgin Records en Top Notch. De tracks van het album werden geproduceerd door DJ Mass en kende met de nummers Kutmarokkanen??!, Down met Jou en Altijd Laat drie singles met landelijk succes. Twee nummers, Kutmarokkanen en Down met jou, werden ook gebruikt als aftitelingsmuziek bij de Franse film Taxi 3. Met Opgezwolle bracht Raymzter de mixtape Smookbreeks uit, die door Top Notch uitgebracht werd en verspreid werd in de Nederlandse coffeeshops.
Het muziektijdschrift OOR beschreef Raymzter destijds als een "spitsvondige rapper met visie" en "Een grote aanwinst voor de Nederlandse popmuziek".
In januari 2004 werd Raymzter uitgenodigd door Extince om, samen met DuvelDuvel, Klopdokter, Sticks, Phreako Rico en Kiddo Cee, deel te nemen aan het nummer Zure Overval op diens album 2e Jeugd.
In 2005 keert Raymzter terug met zijn tweede album Rayacties. Het album wordt door een groot gedeelte van de pers en fans zeer goed ontvangen. Ook maakte hij voor het project De Hop samen met Jawat! en de Amerikaanse producer Waajeed in juli 2005 de track Masker Af, die als 12 inchsingle werd uitgebracht.
In juni 2006 was hij een van degenen die zich inspanden om overmatige seks in videoclips van de televisie geweerd te krijgen. Hij haalde het NOS-journaal van 26 juni.
In het praatprogramma Café De Buren nam Rayzmter in 2007 namens Nederland deel aan een MC-battle-interland tegen de Belgische rapper Pita. Het betrof echter een vriendschappelijk project waarin geen winnaar werd aangewezen.
Van 2007 tot 2010 had Raymzter een donkere periode met onder andere een drank- en cokeverslaving. In juni 2009 bracht hij in eigen beheer zijn mixtape De Frontlinie uit, maar deze werd slecht ontvangen door de fans.
Op 13 mei 2013 bracht Raymzter zijn derde studioalbum uit, genaamd Rayvolutie. Op dit album staan tracks met Immortal Technique, KRS-One, Chino XL en Appa. Als promotie van dit album werd een videoclip gemaakt van de gelijknamige single.
Op 19 april 2020 gaf Raymzter samen met DJ DNS het nummer Code of the Streets uit, als eerbetoon aan de overleden rapper Guru.

## Discografie
Releases
| Jaar | Album                              | Album Vinyl | Singles          | Single Vinyl | Label          |
| ---- | ---------------------------------- | ----------- | ---------------- | ------------ | -------------- |
| 2002 | Rayalistisch 2003                  | 2LP         | Kutmarokkanen??! | 12"          | Top Notch      |
| 2003 | Rayalistisch 2003                  | 2LP         | Down met Jou     | 12"          | Top Notch      |
| 2003 | Rayalistisch 2003                  | 2LP         | Altijd Laat      | 12"          | Top Notch      |
| 2003 | Smookbreeks Mixtape met Opgezwolle |             |                  |              | Top Notch      |
| 2005 | Rayacties                          |             |                  |              | (Eigen Beheer) |
| 2009 | De Frontlinie Mixtape              |             |                  |              | (Eigen Beheer) |

### Singles
| Single met eventuele hitnotering(en) in de Nederlandse Top 40 | Datum van verschijnen | Datum van binnenkomst | Hoogste positie | Aantal weken | Opmerkingen                             |
| ------------------------------------------------------------- | --------------------- | --------------------- | --------------- | ------------ | --------------------------------------- |
| Kutmarokkanen??!                                              | 2002                  | 9-11-2002             | 8               | 7            |                                         |
| Down met jou                                                  | 2003                  | 22-2-2003             | 36              | 3            |                                         |
| Altijd laat                                                   | 2003                  | 21-6-2003             | tip 16          | 4            |                                         |
| Zeg ja!!                                                      | 4-2005                |                       |                 |              |                                         |
| Soms gaat het mis!!                                           | 6-2005                |                       |                 |              |                                         |
| Welkom in ons leven                                           | 2006                  | 04-03-2006            | tip 6           | 5            | met Negativ, Derenzo, Mr. Probz en Kimo |

| Single met hitnotering(en) in de Vlaamse Ultratop 50 | Datum van verschijnen | Datum van binnenkomst | Hoogste positie | Aantal weken | Opmerkingen |
| ---------------------------------------------------- | --------------------- | --------------------- | --------------- | ------------ | ----------- |
| Kutmarokkanen??!                                     | 2002                  | 30-11-2002            | 26              | 7            |             |

### Albums
| Album met eventuele hitnotering(en) in de Nederlandse Album Top 100 | Datum van verschijnen | Datum van binnenkomst | Hoogste positie | Aantal weken | Opmerkingen |
| ------------------------------------------------------------------- | --------------------- | --------------------- | --------------- | ------------ | ----------- |
| Rayalistisch                                                        |                       | 5-4-2003              | 73              | 2            |             |
| Rayacties                                                           |                       | 23-4-2005             | 94              | 2            |             |
| Rayvolutie                                                          | 13-5-2013             |                       |                 |              |             |